# KRH Klinikum Robert Koch Gehrden

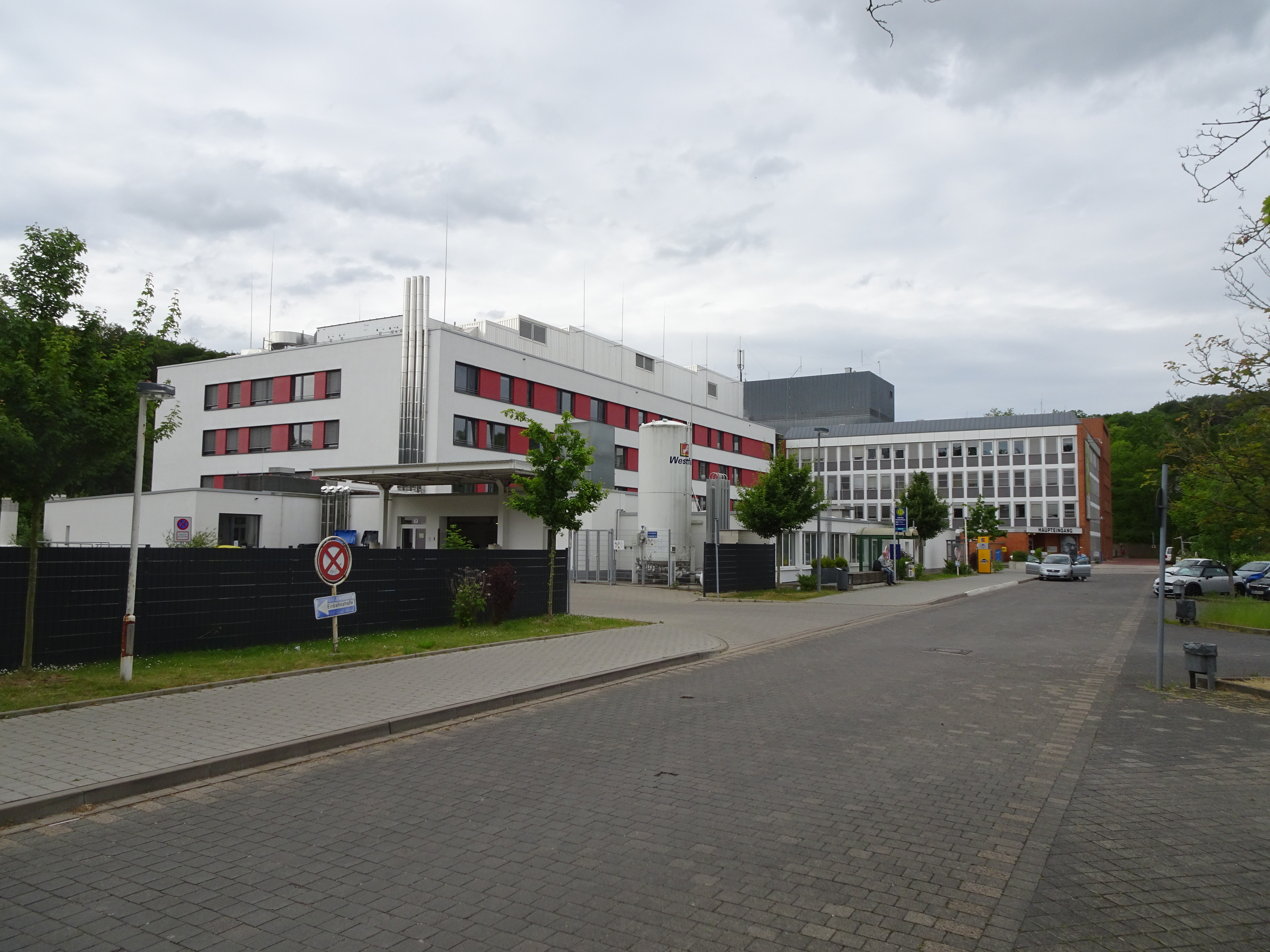
KRH Klinikum Robert Koch Gehrden

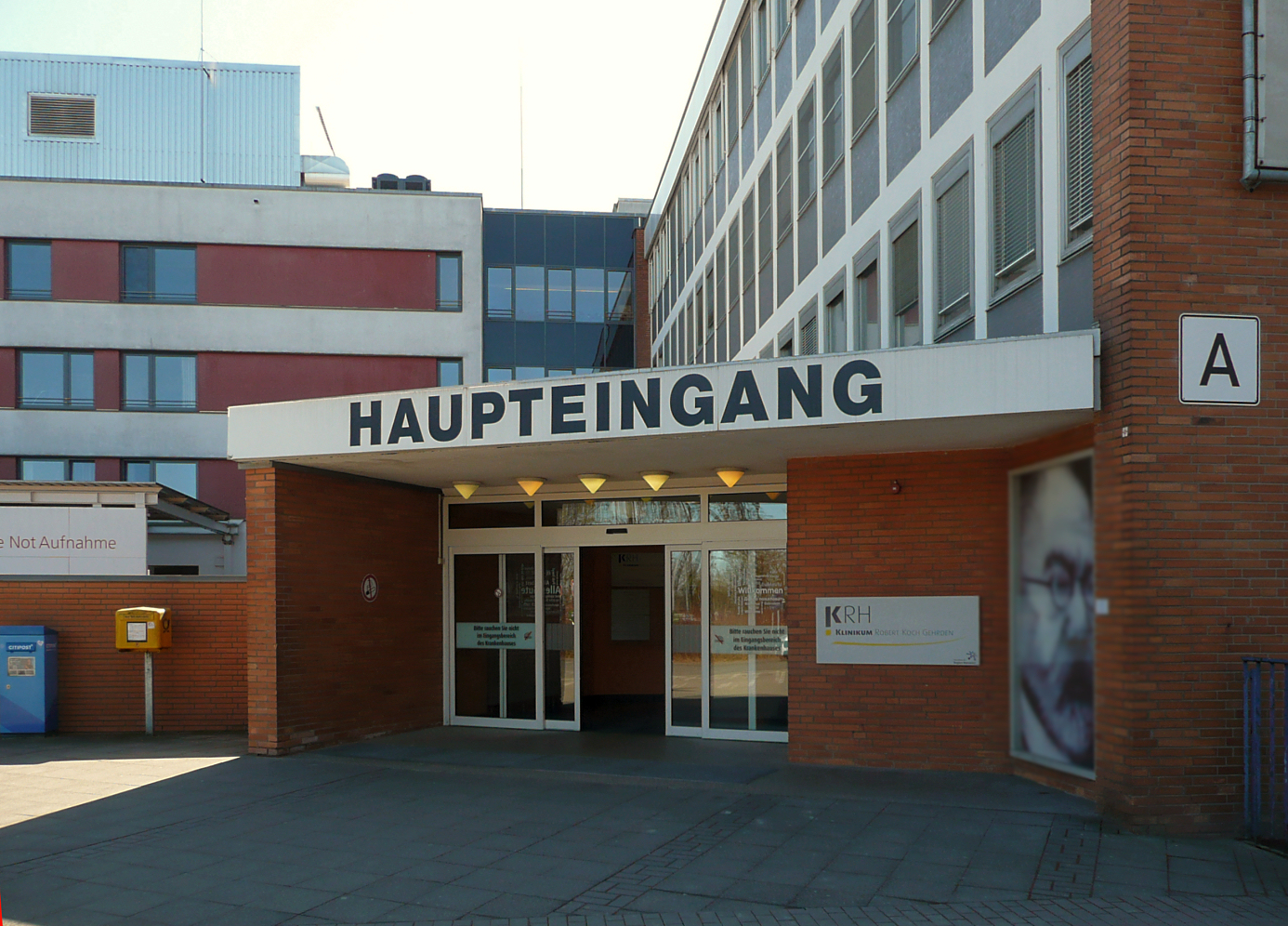
Eingang

Das KRH Klinikum Robert Koch Gehrden ist ein Krankenhaus im niedersächsischen Gehrden. Es gehört zum kommunalen Krankenhausverbund Klinikum Region Hannover der Region Hannover und dient auch als akademisches Lehrkrankenhaus.

## Geschichte
Die „Kuhweide“ und das Teichfeld in Gehrden gingen 1961, teils durch Schenkung, in Besitz des Landkreises Hannover über. Es handelte sich um eine Fläche von 2500 m² vom früheren Rittergut Franzburg von Ottomar von Reden. 1962 war das Schwesternhaus im Rohbau fertig. Weiterhin erfolgte der Ausbau des Straßenverkehrsnetzes rings um das Krankenhaus. 1963 wurden die ersten 16 Patienten aus Empelde nach Gehrden verlegt. Das Krankenhaus wurde am 9. September 1964 offiziell eröffnet. 1977 war das Robert Koch Krankenhaus mit 427 Betten das größte der sechs im Landkreis. 2013 erfolgt der Erweiterungsbau des Krankenhauses. 2014 feierte das Krankenhaus das 50-jährige Bestehen. 2015 erfolgte die Fertigstellung einer neuen Notaufnahme, einer Intensivstation mit 25 Betten sowie zwei Pflegestationen. Neben dem 2015 entstandenen Neubau entsteht ab 2025 ein weiterer Krankenhausbau.

## Aufbau
Das Haus verfügt über verschiedene interdisziplinäre Einrichtungen, wie zum Beispiel das Darmkrebszentrum, das Pankreaskarzinomzentrum und das kooperative Brustkrebszentrum einschließlich Tumorboards, eine Intensivstation, ein Bauchzentrum, ein Gefäßzentrum und ein Schilddrüsenzentrum. Ebenso bestehen die Zentrale Notaufnahme, Aufnahme- und Untersuchungszentrum, die Brustschmerzeinheit (Chest Pain Unit), 24 Std. Herzkatheterlabor, der Kreißsaal, das Sportmedizinische Institut und eine interventionelle Radiologie. Eine Station für Geriatrie und eine Stroke Unit (Schlaganfall-Zentrum) sind organisatorische Spezialeinheiten im Haus.

## Sonstiges
Seit 1999 unterstützt der Krankenhausförderverein das Krankenhaus finanziell, um die Bedingungen für Patienten und Personal weiter zu verbessern.